# Symmetrischema alternatum
Symmetrischema alternatum är en fjärilsart som beskrevs av Povolny 1990. Symmetrischema alternatum ingår i släktet Symmetrischema och familjen stävmalar. Inga underarter finns listade i Catalogue of Life.